# أيلود
البِرْكية أو الأيلود أو الأيلوديا أو الأناكريد (الاسم العلمي: Elodea) هي جنس نباتي يتبع فصيلة الحب مائية من رتبة المزماريات.